# Guzmania bergii
Guzmania bergii är en gräsväxtart som beskrevs av Hans Edmund Luther. Guzmania bergii ingår i släktet Guzmania och familjen Bromeliaceae. Inga underarter finns listade i Catalogue of Life.